# Viking Society for Northern Research
La Viking Society for Northern Research, fondée à Londres en 1892 sous le nom de Orkney, Shetland and Northern Society ou encore Viking Club, est une organisation qui se consacre à l'étude et à la promotion des anciennes cultures de la Scandinavie. Son journal Saga-Book, qui publie de nombreuses études et traductions, a une grande influence dans le domaine des études britanniques et scandinaves sur le vieux norrois. 